# Izostazja

Izostazja (liczby oznaczają gęstość w g/cm^{3}):
1. góry
2. wyżyny
3. niziny
4. dno oceanu
5. poziom morza
6. bloki skorupy ziemskiej
7. astenosfera

Izostazja (z gr. ἴσος (ísos) - 'równy' i στάσις (stásis) - 'zastój') – stan równowagi pomiędzy różnymi wycinkami skorupy ziemskiej. Bloki stosunkowo sztywnej i lekkiej litosfery „pływają” po plastycznej astenosferze. Na głębokości określanej jako poziom wyrównania izostatycznego ciśnienie hydrostatyczne (petrostatyczne) jest jednakowe, czyli siła z jaką Ziemia przyciąga daną część skorupy jest zrównoważona siłą wyporu Archimedesa. Jest to siła hydrostatyczna. Zaburzenie równowagi w skorupie ziemskiej powoduje izostatyczne ruchy dźwigania bądź zapadania części skorupy ziemskiej, prowadzące do zrównoważenia sił czyli izostazji. Do zaburzenia izostazji może dojść w wyniku lokalnego obciążenia litosfery lub lokalnego odciążenia. Do obciążenia dochodzi w wyniku tworzenia lądolodu, zwiększenia ilości wody w morzach lub jeziorach, sedymentacji oraz ruchów górotwórczych, erozja lodu lub lądu prowadzi zaś do odciążenia bloku litosfery. W przypadku obszaru, pod którym istnieje intensywna konwekcja, na obszar działają też siły hydrodynamiczne, które mogą naruszać izostazję.
Pojęcie izostazji zostało wprowadzone pod koniec XIX wieku przez amerykańskiego geologa C. Duttona.

## Rozwój hipotez

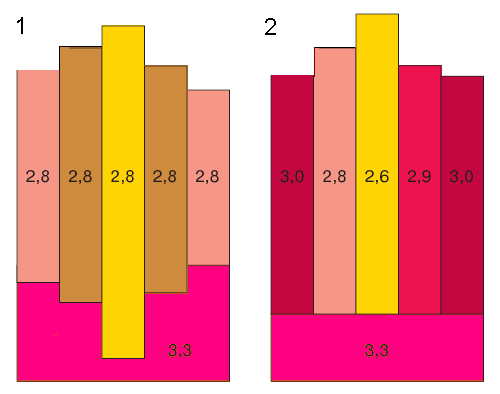
Graficzne przedstawienie hipotezy Airy'ego (po lewej) i Pratta (po prawej)

Do sformułowania hipotez związanych z izostazją doprowadziły obserwacje zjawisk znanych już w XVIII wieku. W tym czasie znane były anomalie grawitacyjne. Opisał je Pierre Bouguer po pomiarach dokonanych w Andach oraz G. Everest w pobliżu Himalajów. Istnienie anomalii grawitacyjnych oznacza, że pomiary wykazują inną siłę ciężkości wyliczoną teoretycznie. Anomalie ujemne stwierdzane są głównie na obszarach górskich i wyżynnych, a anomalie dodatnie nad morzami. W roku 1855 John Henry Pratt sformułował hipotezę tłumaczącą istnienie anomalii grawitacyjnych. Według niej bloki litosfery pod oceanami mają większą gęstość, co jest efektem szybszego oziębiania skał pod oceanami. Mniejsza gęstość skał tworzących kontynenty związana jest z ich większą wysokością. Alternatywną hipotezę tłumaczącą to samo zjawisko sformułował w tym samym czasie George Biddell Airy. Według tej hipotezy bloki budujące litosferę mają taką samą gęstość, lecz są różnej wysokości. Gdy blok jest grubszy, jest głębiej zanurzony w gęstym podłożu astenosfery. Przy cieńszych blokach gęste podłoże znajduje się bliżej powierzchni, co tłumaczy anomalie dodatnie. Oba modele zostały opisane w książce O. Fisgera Physics of the Earh's Crust w roku 1881.  Oficer armii amerykańskiej i geolog Clarence Edward Dutton pisząc pracę przeglądową, powołał się na książkę Fishera, nazywając stan równowagi kier budujących litosferę izostazją. Praca Duttona z 1889 jest pierwszą publikacją używającą tego określenia.
Dane doświadczalne z kolejnych lat wskazują na słuszność hipotezy Airy'ego. Są to obserwacje zjawisk plutonicznych, trzęsień ziemi i wulkanów. W roku 1932 hipoteza Airy'ego została uzupełniona przez V. Heiskanema o założenie, że kry skorupy ziemskiej nie są jednakowej gęstości, lecz ich gęstość wzrasta wraz z głębokością. Wzrost gęstości o około 0,04 na każde 10 km głębokości jest zgodny ze współczesna wiedzą o rozkładzie mas litosfery.

## Kompensacja izostatyczna

Równowaga izostatyczna

Zarówno hipoteza Pratta, jak i hipoteza Airy’ego przyjmują istnienie głębokości, na której panuje równowaga hydrostatyczna. Poziom wyrównania izostatycznego, czyli poziom jednakowego ciśnienia działającego na jednostkę powierzchni, w koncepcji Pratta to linia, nad którą znajdują się bloki o różnej gęstości. Bloki o niskiej gęstości odpowiadają wzniesieniom na powierzchni. Według koncepcji Airy’ego linia poziomu wyrównania przechodzi przez bloki jednakowej gęstości lżejsze od tworzącej podłoże astenosfery. O wyrównaniu ciśnienia decyduje wysokość kier. Obliczenia wskazują, że poziom wyrównania izostatycznego leży na głębokości 110‒120 km. Jeżeli blok znajduje się w stanie równowagi, nie działają na niego żadne siły, gdy istnieją anomalie izostatyczne, blok przemieszcza się w górę lub w dół. Stwierdzenie anomalii izostatycznych dodatnich oznacza, że blok budujący litosferę powinien się zanurzyć głębiej. Anomalia izostatyczna ujemna oznacza, że stan równowagi zostanie osiągnięty, gdy blok podniesie się.

## Ruchy izostatyczne

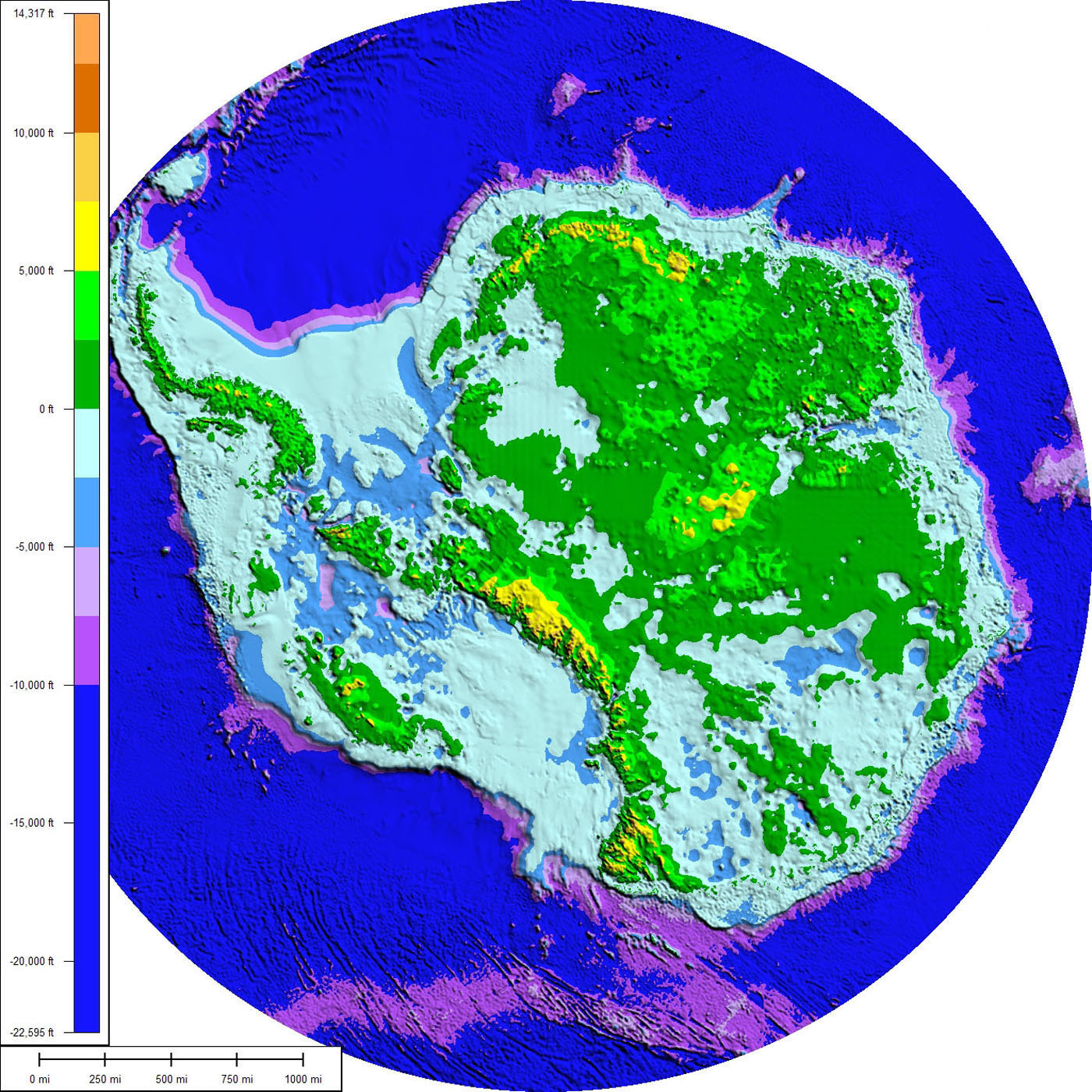
Mapa Antarktydy uwzględniająca obecne ukształtowanie skorupy ziemskiej pod lądolodem

Zaburzenie równowagi izostatycznej jest przyczyną pionowych ruchów skorupy ziemskiej. Do zaburzenia równowagi i zapoczątkowania ruchów może dojść wskutek powstawania i zanikania lądolodów, sedymentacji, erozji, dodatkowego obciążenia skorupy ziemskiej w wyniku ruchów górotwórczych, zmian fazowych minerałów, prądów konwekcyjnych w płaszczu Ziemi, zmiany ilości wód w zbiornikach. Dodatkowe obciążenie powoduje wciśnięcie fragmentu skorupy ziemskiej głębiej, zaś zdjęcie części w wyniku erozji lodowej lub lądowej prowadzi do podniesienia skorupy. Przemiany fazowe minerałów w górnej części płaszcza lub dolnej warstwie skorupy prowadzą do zmian właściwości fizycznych, w tym zmian objętości i gęstości, przez co mogą być przyczyną zarówno ruchu w górę, jak i w dół. W rozważaniach teoretycznych przyjmuje się, że litosfera zbudowana jest z bloków, pomiędzy którymi nie występuje tarcie lub jest ono znikome. W rzeczywistości skorupa ziemska nie jest zbudowana z bloków, lecz tworzy sztywną, sprężystą powłokę. Dodatkowy ciężar w części takiej powłoki  powoduje zagłębienie się obszaru na której spoczywa oraz przyległego. Kompensacja nie ma więc charakteru lokalnego, a regionalny. W Fennoskandii, gdzie odnotowuje się ujemną anomalię izostatyczną, obserwuje się jednocześnie podnoszenie skorupy ziemskiej. Według szacunków równowagę izostatyczną obszar ten osiągnie po podniesieniu się o około 200 m. Na obszarze Hawajów, gdzie stwierdzono dodatnią anomalię izostatyczną, nie dochodzi do znaczącego obniżenia skorupy, co prawdopodobnie jest efektem skompensowania sił przez sztywność skorupy ziemskiej.
Lądolody, które w przeszłości przekraczały grubość 2000 m, powodowały wciśnięcie zajętych obszarów. Przyjmuje się, że w wyniku ustąpienia lodowców doszło do podniesienia obszarów Kanady o około 270 m, a Alaski o około 180 m. Dalsze podnoszenie obszarów zajętych w przeszłości przez lodowce według obliczeń doprowadzi do przekształcenia Zatoki Botnickiej w Europie i Zatoki Hudsońskiej w Ameryce Północnej w jeziora. Jednocześnie ubytek wody podczas tworzenia lądolodu prowadził do obniżenia o 100 m poziomu wód wskutek ubytku wody i podniesienia dna o około 30 m wskutek zmniejszenia obciążenia. Stopienie lodowców powoduje obniżenie dna oceanów odpowiadające 1/3 dodatkowej warstwy wody.